# Soros Tivadar
Soros Tivadar (Tódor), Teodoro Svarc, 1936-ig Schvartz Tivadar (Nyírbakta, 1893. április 7. – New York, 1968. február 22.) magyar ügyvéd, író, eszperantista, Soros György üzletember és Soros Pál mérnök apja. 

## Életútja
Schvartz Mór és Mayer Berta fiaként született tízgyermekes családban. Szülei vegyesboltot működtettek. A sárospataki kollégiumban tanult, majd Heidelbergben hallgatta a jogot. Az első világháború kitörésekor önkéntesként vonult be, a fronton egy ezredtársától, Balkányi Páltól (1894–1977) tanulta meg az eszperantó nyelvet. Hadifogolyként Habarovszkba került. Innen egy darabon a transzszibériai vasútvonalon, majd az Amurtól északra elterülő hegyvidéken keresztül, majd vízi úton jutott el Irkutszkba, ahol beválasztották az eszperantó szövetség vezetőségébe. Moszkván keresztül tért haza, majd egy időre Csótra internálták.
1922 októberében megindította a Literatura Mondo című lapot Kalocsay Kálmánnal és Baghy Gyulával közösen, itt jelentek meg folytatásokban Soros szibériai élményei Modernaj Robinzonoj címmel. Ezt később könyvként is kiadták. 1924 végéig volt a lap munkatársa.
1924. április 14-én Budapesten házasságot kötött másod-unokatestvérével, Szücs Erzsébettel, Szücs Móric és Brust Irma lányával. A gyermekeik Pál (1926–2013) és György (1930).
Az 1947-ben Bernben megrendezett 32. Eszperantó Világkongresszusra sikerült beszerveznie a magyar küldöttségbe saját magán kívül György fiát is, aki innen Angliába utazott és külföldön is maradt. 1949-ben Soros Tivadar szakított a jogi pályával és az orosz nyelv tanításával foglalkozott. 1956-ban feleségével, Erzsébettel Ausztria felé hagyták el Magyarországot. Eleinte Bécsben szándékoztak letelepedni majd végül New York mellett döntöttek. Soros Tivadar ott hunyt el 1968-ban, felesége húsz évvel élte túl.
Visszaemlékezései Maskerado ĉirkaŭ la morto. Nazimondo en Hungarujo címmel jelentek meg először a Kanári-szigeteken egy eszperantó kiadónál 1965-ben. Angol fordításban 2000-ben, magyarul 2002-ben látott napvilágot a könyv.

## Művei
- Teodoro Schwartz: Modernaj Robinzonoj en la Siberia praarbaro; Literatura Mondo, Bp., 1923 (Biblioteko de Literatura Mondo)
- Teodoro S. Svarc: Maskerado cirkau la morto. Nazimondo en Hungarujo; Régulo, La Laguna, 1965 (Stafeto Belliteratura)
- Maskerado. Dancig around death in Nazi Hungary; szerk., eszperantóból angolra ford. Humphrey Tonkin; Canongate, Edinburgh, 2000
- Maszkarad. Igra v prjatki szo szmertyju v nacisztszkoj Vengrii; angolból oroszra ford. Vlagyimir Babkov; Rudomino, Moszkva, 2001 (Puskinskaja bibliotyeka)
- Maskerade. Die Memoiren eines Überlebenskünstlers; előszó Paul Soros, George Soros, szerk. Humphrey Tonkin, angolból németre ford. Holger Fliessbach; DTV, München, 2005 (DTV)
- Crusoes in Siberia; előszó Paul Soros, George Soros, bev. Humphrey Tonkin; Mondial, New York, 2011
- Masquerade. The incredible true story of how George Soros' father outsmarted the Gestapo; előszó Paul Soros, George Soros, szerk., ford. Humphrey Tonkin; Arcade, New York, 2011
- Maskaráda kolem smrti. Neuveritelny príbeh o tom, jak autor vyzrál nad gestapem; csehre ford. Jindriska Drahotová; Kava-Pech, Dobrichovice, 2014
- Robinsoni na Sibiri / Nejspravedlivejsí soud; csehre ford. Jindriska Drahotová; Kava-Pech, Dobrichovice, 2016
- Kamen no dansu. Jozji Sorosu no ikka wa ikani shite Nachi toz shihaika no Hangariz o ikinobita no ka; japánra ford. Mitachi Akinori; Gendai Kikaku, Tokio, 2017

## Magyarul
- Álarcban. Nácivilág Magyarországon; előszó Soros Pál, Soros György, ford. Ertl István; Trezor Könyv- és Lapkiadó, Bp., 336 p;. 2002, ISBN 9639088730
- Túlélni / Álarcban. Nácivilág Magyarországon / Szibériai Robinsonok; előszó Soros Pál, Soros György, ford. Ertl István; Múlt és Jövő, Bp., 336 p.  2018, ISBN 9786155480515